# 우들라크판

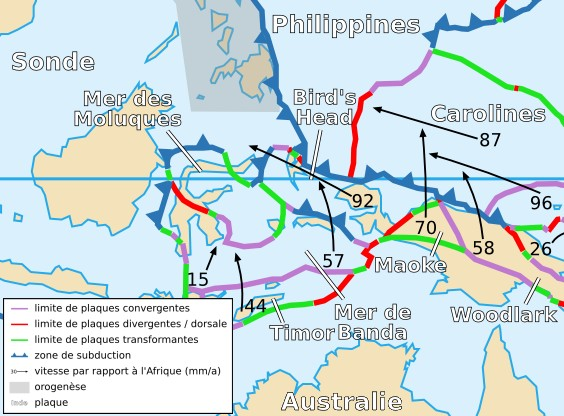
우들라크판("Woodlark", 프랑스어)

우들라크판은 뉴기니 동부의 작은 판이다. 북쪽에서는 캐롤라인판이 섭입하며 서쪽에서는 마오케판과, 남쪽에서는 오스트레일리아판과 수렴 경계를 이룬다. 동쪽 경계는 불명확하나 인접한 솔로몬해판과의 변환 단층일 가능성이 있다.

## 참고
- Bird, P. (2003) An updated digital model of plate boundaries, Geochemistry Geophysics Geosystems, 4(3), 1027, doi:10.1029/2001GC000252.